# Scilla engleri
Scilla engleri är en sparrisväxtart som beskrevs av Théophile Alexis Durand och Schinz. Scilla engleri ingår i släktet blåstjärnesläktet, och familjen sparrisväxter. Inga underarter finns listade i Catalogue of Life.